# Toto XX
Toto XX: 1977-1997 es un álbum recopilatorio de la banda estadounidense Toto, publicado para celebrar su vigésimo aniversario. El álbum original se caracteriza por tener rarezas, demos, outtakes, grabaciones inéditas en vivo y canciones que por falta de espacio o por alguna otra razón, nunca vieron la luz en discos oficiales de Toto entre 1977 y 1997.

## Lista de Pistas
| N.º | Título                      | Escritor(es)                                              | Grabación y posible lanzamiento                                                                                     | Duración |  |
| 1.  | «Goin' Home»                | David Paich, Joseph Williams, Jeff Porcaro                | 1989, originalmente se iba a lanzar en el recopilatorio Past To Present                                             | 5:17     |  |
| 2.  | «Tale Of A Man»             | David Paich                                               | 1979, durante las sesiones del disco Hydra                                                                          | 5:29     |  |
| 3.  | «Last Night»                | David Paich, Joseph Williams                              | 1987, antes de grabar el disco The Seventh One                                                                      | 5:34     |  |
| 4.  | «In a Word»                 | Steve Lukather, Steve Porcaro, Mike Porcaro, Jeff Porcaro | 1986, originalmente se iba a lanzar en el disco Fahrenheit, pero figuró como lado B del sencillo "I'll Be Over You" | 3:56     |  |
| 5.  | «Modern Eyes»               | David Paich                                               | 1986, durante las sesiones del disco Fahrenheit                                                                     | 4:24     |  |
| 6.  | «Right Part Of Me»          | David Paich, Bobby Kimball                                | 1984, antes de la salida de Bobby Kimball                                                                           | 5:44     |  |
| 7.  | «Mrs. Johnson»              | Steve Lukather, David Paich                               | 1977, durante las sesiones del disco Toto                                                                           | 3:48     |  |
| 8.  | «Miss Sun»                  | David Paich                                               | 1977, durante las sesiones del disco Toto                                                                           | 5:04     |  |
| 9.  | «Love Is A Man's World»     | David Paich                                               | 1977, durante las sesiones del disco Toto                                                                           | 6:16     |  |
| 10. | «On The Run [Live]»         | Steve Lukather, David Paich, Fee Waybill                  | 1991, durante el Festival de Jazz de Montreux                                                                       | 7:00     |  |
| 11. | «Dave's Gone Skiing [Live]» | Steve Lukather, David Paich, Mike Porcaro, Simon Phillips | 1997, durante un concierto en el Standard Bank Arena, Johannesburgo, en el Tambu World Tour                         | 5:04     |  |
| 12. | «Baba Mnumzane»             | Trad. L. Mkhize, M. Namba                                 | 1997, durante un concierto en el Standard Bank Arena, Johannesburgo, en el Tambu World Tour                         | 1:46     |  |
| 13. | «Africa [Live]»             | David Paich, Jeff Porcaro                                 | 1997, durante un concierto en el Standard Bank Arena, Johannesburgo, en el Tambu World Tour                         | 9:51     |  |

## Personal
- Jeff Porcaro: Batería y percusión en las pistas (1-10)
- David Paich: Piano, sintetizadores, órgano Hammond, voz principal y coros en las pistas (1-10 y 13).
- Steve Lukather: Guitarras y coros en las pistas (1-11 y 13) ,voz principal y coros en Pista 10
- David Hungate: Bajo en las pistas (2, 7, 8 y 9)
- Steve Porcaro: Sintetizadores, programación y teclados en las pistas (2, 4-7 y 9)
- Bobby Kimball: Voz principal y coros en las pistas (1, 2, 6-8)
- Mike Porcaro: Bajo en las pistas (1, 3-6, 10, 11 y 13)
- Joseph Williams: Voz principal y coros, pandereta las pistas (1, 3 y 4)
- Simon Phillips: Batería en las pistas (11 y 13)
- Personal adicional:
- Jim Horn: saxofón en pistas (1 y 3)
- Jerry Hey, Gary Grant: trompetas en pista (3)
- Jim Horn, Tom Scott: saxofón en pista (3)
- Jimmy y Pankow: trombón en pista (3)
- Dave Sanborn: saxofón en pista (5)
- Lisa dalbello: coros en la pista (8)
- Jenny Douglas-McRae: coros en pista (10, 12 y 13)
- Jacki Magee,Fred White: coros en pista (10)
- Chris Trujillo: percusión en pista (10)
- John James: coros en pista (13)
- Family Factory: coros y percusión en pista (13)
- Orquesta Sinfónica de Londres arreglada por David Paich,James Newton,Marty Paich; dirigida por Marty Paich en pista 6